# 정복군
정복의 군대(아랍어: جيش الفتح Jaish al-Fatah (JaF)[*], 영어: Army of Conquest)은 시리아의 이들리브 주, 하마 주, 라타키아 주 등지에서 활동하고 있는 시리아 반정부군의 군사 연합이다. 이 군사 연합은 2015년 3월 24일 창설되었다. 같은 날, 시리아 반정부군 측에서 시리아 군인 약 50명이 새 작전을 시행하는 도중 반정부군 측으로 망명했다고 밝혔다. 정복군은 2015년 3월 28일 이들리브 도시를 점령했다. 그 다음 달에는 시리아 북서부 전체에 공세를 시행하며 이들리브 주 거의 대부분 지역에서 정부군을 몰아내고 장악하는데 성공했다. 이 공세의 성공을 통해 시리아의 다른 지역에서도 정복군 지점이 생겼다.

## 같이 보기
- 시리아의 군사 단체 목록